# Olympische Winterspiele 1968/Teilnehmer (Kanada)
| Gelbes Symbol für Goldmedaillen mit stilisierten Olympischen Ringen | Graues Symbol für Silbermedaillen mit stilisierten Olympischen Ringen | Braundes Symbol für Bronzemedaillen mit stilisierten Olympischen Ringen |
| ------------------------------------------------------------------- | --------------------------------------------------------------------- | ----------------------------------------------------------------------- |
| 1                                                                   | 1                                                                     | 1                                                                       |

Kanada nahm an den X. Olympischen Winterspielen 1968 im französischen Grenoble mit einer Delegation von 70 Athleten in neun Disziplinen teil, davon 55 Männer und 15 Frauen. Mit je einer Gold-, einer Silber- und einer Bronzemedaille erreichte Kanada Rang 13 im Medaillenspiegel.
Fahnenträgerin bei der Eröffnungsfeier war die Skirennläuferin Nancy Greene. Greene wurde im Riesenslalom Olympiasiegerin, im Slalom gewann sie Silber. Die Bronzemedaille sicherte sich die Eishockeymannschaft.

## Teilnehmer nach Sportarten

### Biathlon
- James Boyde
20 km Einzel: 53. Platz (1:35:02,0 h)

- George Ede
20 km Einzel: 51. Platz (1:34:41,8 h)
4 × 7,5 km Staffel: Rennen nicht beendet

- Esko Karu
20 km Einzel: 46. Platz (1:32:42,9 h)
4 × 7,5 km Staffel: Rennen nicht beendet

- Knowles McGill
4 × 7,5 km Staffel: Rennen nicht beendet

- George Rattai
20 km Einzel: 54. Platz (1:35:03,0 h)
4 × 7,5 km Staffel: Rennen nicht beendet

### Bob
Männer, Zweier
- Purvis McDougall, Bob Storey (CAN-1)
19. Platz (4:54,10 min)

- Hans Gehrig, Harry Goetschi (CAN-2)
disqualifiziert im ersten Lauf

Männer, Vierer
- Purvis McDougall, Bob Storey, Michael Young, Andrew Faulds (CAN-1)
17. Platz (2:22,82 min)

### Eishockey
Männer
| - Kenneth Broderick - Wayne Stephenson - Marshall Johnston - Terry O’Malley - Barry MacKenzie - Brian Glennie - Paul Conlin - Fran Huck - Morris Mott | - Ray Cadieux - Roger Bourbonnais - Danny O’Shea - Bill MacMillan - Gary Dineen - Ted Hargreaves - Herb Pinder - Steve Monteith - Gerry Pinder |

- Bronze

### Eiskunstlauf
Männer
- Jay Humphry
7. Platz (1795,0)

- Steve Hutchinson
22. Platz (1578,3)

- David McGillivray
16. Platz (1663,7)

Frauen
- Linda Carbonetto
13. Platz (1662,9)

- Lyndai Cowan
Wettbewerb nicht beendet

- Karen Magnussen
7. Platz (1759,4)

Paare
- Betty McKilligan & John McKilligan
17. Platz (254,8)

- Anna Forder & Richard Stephens
16. Platz (269,2)

### Eisschnelllauf
Männer
- Bob Boucher
500 m: 25. Platz (42,0 s)

- Robert Hodges
500 m: 41. Platz (43,3 s)
1500 m: 26. Platz (2:12,0 min)
5000 m: 29. Platz (8:05,0 min)
10.000 m: 23. Platz (17:01,9 min)

- Pete Williamson
500 m: 33. Platz (42,6 s)
1500 m: 46. Platz (2:16,0 min)

- Paul Enock
5000 m: 19. Platz (7:54,8 min)
10.000 m: 15. Platz (16:21,2 min)

Frauen
- Doreen McCannell
500 m: 24. Platz (49,0 s)
1000 m: 20. Platz (1:37,6 min)
1500 m: 21. Platz (2:32,2 min)
3000 m: 18. Platz (5:21,5 min)

- Marcia Parsons
500 m: 23. Platz (48,8 s)
1000 m: 21. Platz (1:37,7 min)
1500 m: 24. Platz (2:34,4 min)
3000 m: 22. Platz (5:29,5 min)

- Wendy Thompson
500 m: 19. Platz (48,2 s)
1000 m: 27. Platz (1:41,1 min)

### Rennrodeln
Männer, Einsitzer
- Larry Arbuthnot
33. Platz (3:03,01 min)

- D’Arcy Coulson
47. Platz (3:36,12 min)

- Roger Eddy
31. Platz (3:01,39 min)

- Colin Nelson
37. Platz (3:04,56 min)

Frauen
- Linda Bocock
12. Platz (2:32,46 min)

- Martha Diplock
18. Platz (2:35,48 min)

- Phyllis Walter
im ersten Lauf disqualifiziert

### Ski Alpin
Männer
- Peter Duncan
Abfahrt: disqualifiziert
Riesenslalom: 18. Platz (3:38,17 min)
Slalom: im Vorlauf ausgeschieden

- Rod Hebron
Abfahrt: Rennen nicht beendet
Riesenslalom: Rennen nicht beendet
Slalom: Rennen nicht beendet

- Scott Henderson
Riesenslalom: 21. Platz (3:38,50 min)
Slalom: im Vorlauf ausgeschieden

- Wayne Henderson
Abfahrt: 27. Platz (2:05,56 min)

- Gerry Rinaldi
Abfahrt: 31. Platz (2:06,30 min)

- Keith Shepherd
Riesenslalom: disqualifiziert

- Robert Swan
Slalom: im Finallauf disqualifiziert

Frauen
- Betsy Clifford
Abfahrt: 23. Platz (1:47,60 min)
Riesenslalom: disqualifiziert
Slalom: Rennen nicht beendet

- Karen Dokka
Abfahrt: 22. Platz (1:47,55 min)
Riesenslalom: 16. Platz (1:58,36 min)
Slalom: 15. Platz (1:34,51 min)

- Nancy Greene
Abfahrt: 10. Platz (1:43,12 min)
Riesenslalom: Gold  (1:51,97 min)
Slalom: Silber  (1:26,15 min)

- Judi Leinweber
Abfahrt: 20. Platz (1:45,60 min)
Riesenslalom: 25. Platz (2:00,57 min)
Slalom: disqualifiziert

### Skilanglauf
Männer
- Esko Karu
4 × 10 km Staffel: 14. Platz (2:29:12,7 h)

- Rolf Pettersen
15 km: 63. Platz (58:31,8 min)
30 km: 61. Platz (1:55:37,2 h)
4 × 10 km Staffel: 14. Platz (2:29:12,7 h)

- David Rees
15 km: 61. Platz (58:25,9 min)
30 km: 58. Platz (1:52:46,6 h)
50 km: 46. Platz (2:56:00,5 h)
4 × 10 km Staffel: 14. Platz (2:29:12,7 h)

- Nils Skulbru
15 km: 56. Platz (55:53,4 min)
30 km: 52. Platz (1:50:06,1 h)
4 × 10 km Staffel: 14. Platz (2:29:12,7 h)

### Skispringen
- Ulf Kvendbo
Normalschanze: 53. Platz (153,3)
Großschanze: 55. Platz (138,7)

- John McInnes
Normalschanze: 55. Platz (148,3)
Großschanze: 57. Platz (120,3)

- Claude Trahan
Normalschanze: 57. Platz (130,6)
Großschanze: 58. Platz (91,0)